# Gaspar van den Hoecke

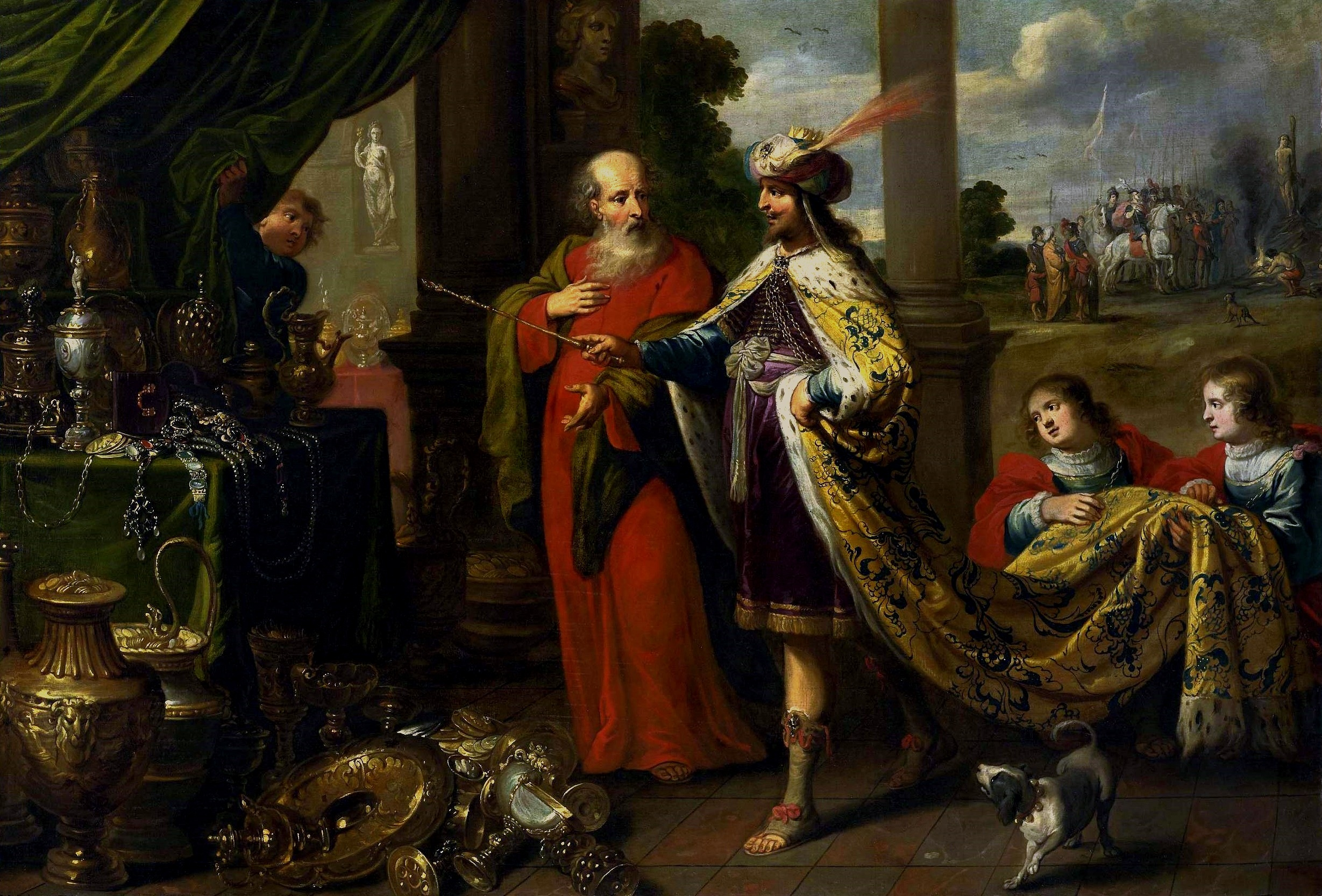
Creso mostrando sus riquezas a Solón, óleo sobre lienzo, 131,5 × 191 cm, Museo Nacional de Varsovia.

Caspar, Gaspar o Jaspar van den Hoecke (c. 1585-1648/1659) fue un pintor barroco flamenco.

## Biografía
Sin noticias anteriores a 1595, cuando ingresó como aprendiz en el taller de Juliaan Teniers en Amberes, en 1603 fue admitido como maestro en el gremio de San Lucas en el que se le encuentra documentado hasta 1641. Casado con Margriet van Leemputte, fallecida en 1621 por complicaciones surgidas tras el parto, tuvo con ella a cuatro hijos: Michiel, Jan, que también llegaría a ser pintor, Gaspard y Pauwels. Casado en segundas nupcias con Margriet Musson, del matrimonio nacieron otros tres hijos, de los que el mayor, Robert, también sería pintor.
Influido por Frans Francken el Joven, se especializó en los pequeños cuadros de gabinete de asuntos bíblicos y tomados de la historia antigua tratados con alegre sentido del color y un tratamiento de las figuras, llevadas a primer término, más sólido y monumental del que se encuentra en el maestro. Pintó también naturalezas muertas de flores y floreros y, junto con sus hijos, fue maestro de Justus van Egmont.